# Азазель
Азазе́ль (др.-евр. עזאזל‬, араб. عزازل‎ —  Азазил‎) — название древнего обряда «Козла отпущения грехов» (X в. до н. э. — I в. н.), позже (не ранее III века до н. э.) по верованиям древних евреев — падший ангел, демон, и, в частности, демон пустыни.

## Ангел
Предание об Азазеле как об одном из падших ангелов возникло довольно поздно (не ранее III века до н. э.) в еврейском фольклоре и зафиксировано, в частности, в известной апокрифической Книге Еноха. В Книге Еноха Азазель — предводитель допотопных гигантов, восставших против Бога. Он научил мужчин делать оружие и воевать, а женщин — использовать драгоценные камни, украшения и раскрашивать лица (пользоваться косметикой), а также обманывать; совратил людей в безбожие и научил их разврату.
Согласно книге Еноха, Азазель — это один из первых падших ангелов, который не побоялся Бога и его воли, после чего архангелам было приказано убить его, но никто не был сильнее, чем он, и тогда Бог приказал Архангелу Рафаилу обрубить ему крылья и отправить его в ад. И сказал опять Господь Рафаилу: «Свяжи Азазела по рукам и ногам и положи его во мрак; сделай отверстие в пустыне, которая находится в Дудаеле, и опусти его туда. И положи на него грубый и острый камень, и покрой его мраком, чтобы он оставался там навсегда, и закрой ему лицо, чтобы он не смотрел на свет! И в великий день суда он будет брошен в жар» (Енох.2:35-37). По повелению Бога, он был привязан к пустынной скале.
Возможно, в ряде текстов он выполняет функции Нахаша (змея-искусителя), сходные с функциями Прометея, или стандартного культурного героя. Он также может играть роль, сходную с ролью богов преисподней или пустыни — ханаанейским Моту, который также олицетворял не только подземный мир, но и губительный солнечный жар, или Сетха, тоже воплощавшего пустыню и фаллическую мощь. Более поздние образы персонажа — прикованный в аду Люцифер.

## Обряд
С Азазелем связывают один из древних ежегодных иудейских обрядов — козлоудаление или козлоотпущение. В день грехоотпущения по закону Моисееву (Лев. 16) избирались два козла, один для жертвоприношения, а другой для отпущения в пустыню после предварительного возложения на него рук, означавшего сложение на него грехов еврейского народа.

## Комментарии
Комментарий Сончино: Недельный раздел Ахарей Мот. Отрывок: «Служба в Йом-Кипур» 16:1—16:34.
Комментаторы по-разному определяют значение этого слова. В Септуагинте оно переведено как «тот, кто должен быть отослан», что соответствует термину, которым пользуется Мишна: «отсылаемый козёл». Ряд комментаторов утверждает, что Азазель — это название скалы, с которой сбрасывали козла, отсылаемого в пустыню (Вавилонский Талмуд, Трактат Йома, лист 37).
«Азазель, — пишет Раши (раби Шломо бен Ицхак — величайший комментатор Торы и Талмуда; Франция, XI-й век), — название скалистой горы в пустыне».
В других книгах Торы объясняется, что этим словом называют и «подварианты» духовных сил, которые используются Всевышним для наказания за преступления (нечто вроде Сатаны).